# 이탈리아의 맥고 모자
《이탈리아의 맥고 모자》(Un Chapeau De Paille D'Italie, An Italian Straw Hat)는 프랑스에서 제작된 르네 클레르 감독의 1928년 코미디 영화이다. 외젠 라비슈, 마크-미셀(Marc-Michel)의 1851년 희극 이탈리아 밀짚모자에 기반을 둔다.

## 출연
- 앨버트 프레진
- 발렌틴 테지어
- 앨리스 티솟

## 기타
- 미술: 라자르 미어슨